# 兰州大学生命科学学院
兰州大学生命科学学院（英語：School of Life Sciences, Lanzhou University）为兰州大学下属的一个学院，建立于1999年。

## 历史[1][2]
- 1946年，时任校长辛树帜教授，以及董爽秋教授和常麟定教授等人建立了兰州大学植物学和动物系。
- 1951年，植物学系和动物学系合并为生物系。
- 1999年，生物系，教育部直属细胞学研究室、植物生理学研究室，干旱农业生态国家重点实验室等合并为生命科学学院。

## 专业设置[2]
兰州大学生命科学学院现设有三个专业：生物科学，生物技术，生物信息。

## 知名校友
舒红兵，中国科学院院士，2005-2013任武汉大学生命科学学院院长，2013-2022任武汉大学校长。
杨维才，中国科学院院士。